# 1. československá fotbalová liga 1967/1968
1. československou ligu v sezóně 1967 – 1968 vyhrál Spartak Trnava.

## Tabulka ligy
| Poř. | Tým                  | Z  | V  | R  | P  | VG | OG | B  |
| ---- | -------------------- | -- | -- | -- | -- | -- | -- | -- |
| 1.   | Spartak Trnava       | 26 | 15 | 5  | 6  | 57 | 26 | 35 |
| 2.   | Slovan Bratislava    | 26 | 13 | 4  | 9  | 36 | 20 | 30 |
| 3.   | Jednota Trenčín      | 26 | 12 | 6  | 8  | 37 | 29 | 30 |
| 4.   | Dukla Praha          | 26 | 14 | 2  | 10 | 44 | 40 | 30 |
| 5.   | VSS Košice           | 26 | 12 | 5  | 9  | 43 | 33 | 29 |
| 6.   | Inter Bratislava     | 26 | 11 | 6  | 9  | 49 | 38 | 28 |
| 7.   | Sparta Praha         | 26 | 12 | 4  | 10 | 38 | 33 | 28 |
| 8.   | Slavia Praha         | 26 | 11 | 6  | 9  | 39 | 38 | 28 |
| 9.   | Sklo Union Teplice   | 26 | 10 | 5  | 11 | 25 | 32 | 25 |
| 10.  | TJ Lokomotíva Košice | 26 | 7  | 11 | 8  | 22 | 31 | 25 |
| 11.  | Baník Ostrava        | 26 | 7  | 8  | 11 | 27 | 31 | 22 |
| 12.  | Jednota Žilina       | 26 | 8  | 6  | 12 | 32 | 47 | 22 |
| 13.  | Škoda Plzeň          | 26 | 4  | 10 | 12 | 26 | 46 | 18 |
| 14.  | Bohemians Praha      | 26 | 3  | 8  | 15 | 23 | 54 | 14 |

## Soupisky mužstev

### Spartak Trnava
Josef Geryk (14/0/5),
František Kozinka (12/0/4),
Ľubomír Vyskoč (1/0/1) –
Jozef Adamec (23/17),
Emil Brunovský (8/1),
Karol Dobiaš (21/3),
Adam Farkaš (9/3),
Vladimír Hagara (23/0),
Anton Hrušecký (23/4),
Stanislav Jarábek (24/0),
Dušan Kabát (23/5),
Jaroslav Kravárik (15/2),
Ladislav Kuna (24/5),
Stanislav Martinkovič (15/7),
Valerián Švec (21/6),
Vojtech Varadin (5/0),
Ján Zlocha (20/1) –
trenér Anton Malatinský

### Slovan Bratislava
Jozef Kontír (1/0/0),
Marián Sedílek (2/0/1),
Alexander Vencel (23/0/11) –
Bohumil Bizoň (5/0),
Ľudovít Cvetler (18/6),
Ján Čapkovič (24/3),
Jozef Čapkovič (16/3),
Jozef Fillo (8/0),
Alexander Horváth (20/2),
Ivan Hrdlička (24/3),
Vladimír Hrivnák (6/0),
Karol Jokl (16/6),
Ján Medviď (9/2),
Ladislav Móder (12/2),
Peter Mutkovič (22/0),
Jozef Obert (18/1),
Ján Popluhár (21/1),
Jaroslav Šišolák (2/0),
Jozef Tománek (15/1),
Anton Urban (7/0),
Ján Urban (1/0),
Ľudovít Zlocha (25/2) –
trenér Ján Hucko

### Jednota Trenčín
Vojtech Oravec (10/0/1),
Tibor Rihošek (19/0/7) –
Milan Albrecht (15/2),
Dušan Bartovič (20/2),
Pavol Bencz (20/10),
Miroslav Čemez (26/0),
Ján Gomola (1/0),
Jozef Halan (1/0),
Milan Hochel (20/0),
Štefan Hojsík (6/0),
Emil Jankech (21/3),
Michal Janovský (16/5),
Juraj Jenčík (16/1),
Vojtech Masný (26/11),
Vladimír Mojžiš (26/1),
Milan Navrátil (22/1),
Anton Pokorný (14/0),
Ferdinand Schwarz (20/1),
Pavol Tomáš (3/0),
František Urvay (5/0) –
trenéři Michal Vičan (1.–13. kolo), Dušan Čikel (14.–20. kolo) a Tibor Michalík (21.–26. kolo)

### Dukla Praha
Ivo Viktor (25/0/7) –
Jaroslav Bendl (6/1),
Jan Brumovský (17/1),
Jiří Čadek (21/0),
Miroslav Čmarada (22/0),
Milan Dvořák (9/0),
Ján Geleta (24/1),
Milan Hudec (17/8),
František Knebort (16/6),
Jan Kopenec (3/0),
Kamil Majerník (8/0),
Josef Masopust (17/5),
Josef Nedorost (22/10),
Ivan Novák (21/0),
Václav Samek (2/0),
Stanislav Štrunc (24/7),
Josef Vacenovský (23/4),
Vladimír Táborský (9/0),
Vladimír Ternény (1/0) –
trenér Bohumil Musil

### VSS Košice
Anton Švajlen (26/0/9) –
Jozef Bomba (17/0),
Jaroslav Boroš (26/0),
Andrej Daňko (19/3),
Jozef Desiatnik (26/0),
František Hoholko (14/0),
Štefan Jutka (24/1),
Václav Jutka (15/0),
Július Kánássy (2/0),
Milan Koša (1/0),
Milan Mravec (18/6),
Ján Pivarník (26/1),
Jaroslav Pollák (24/0),
Adolf Scherer (22/15),
Ján Strausz (25/14),
Juraj Šomoši (19/2),
Štefan Tóth (1/0) –
trenér Štefan Jačiansky

### Inter Bratislava
Peter Fülle (15/0/4),
Justín Javorek (12/0/3) –
Titus Buberník (23/4),
Ivan Daňo (20/0),
Pavol Daučík (7/0),
Ottmar Deutsch (26/0),
Eduard Gáborík (10/0),
Milan Hrica (26/0),
Vladimír Kondrlík (8/0),
Mikuláš Krnáč (22/11),
Jozef Levický (23/6),
Michal Medviď (11/9),
Pavol Molnár (2/0),
Anton Obložinský (14/3),
Ján Ondrášek (25/4),
Milan Púchly (3/1),
Juraj Szikora (24/9),
Peter Šolin (6/0),
Vladimír Weiss (25/2) –
trenér Ladislav Kačáni

### Sparta Praha
Pavel Kouba (13/0/6),
Antonín Kramerius (15/0/6) –
Josef Bouška (3/0),
Pavel Dyba (21/1),
Jiří Gůra (1/0),
Pavol Hudcovský (2/0),
František Chovanec (7/1),
Josef Jurkanin (23/8),
Milan Kollár (12/0),
Vladimír Kos (2/0),
Andrej Kvašňák (24/4),
Václav Mašek (24/6),
Václav Migas (13/0),
Jaromír Možíš (3/0),
Ivan Mráz (19/5),
Tomáš Pospíchal (13/2),
Jiří Rosický (7/0),
Tibor Semenďák (17/0),
Pavel Sykyta (4/0),
Vladimír Táborský (12/0),
Jan Tenner (7/0),
Jiří Tichý (14/0),
Josef Vejvoda (2/0),
Bohumil Veselý (15/5),
Josef Vojta (10/0),
Václav Vrána (23/4) –
trenér Václav Ježek

### Slavia Praha
Pavol Mareček (9/0/0),
Jiří Vošta (20/0/6) –
Ján Balogh (1/0),
Josef Beran (3/0),
Emil Hamar (24/5),
Jiří Hildebrandt (25/0),
Karel Knesl (16/3),
Ivan Kopecký (14/0),
Jan Lála (23/1),
Josef Linhart (8/0),
Štefan Lukáč (3/3),
Karel Nepomucký (19/4),
Václav Novák (6/1),
Jozef Petrovič (11/2),
Josef Píša (7/1),
Bohumil Smolík (24/0),
Jaroslav Šimek (17/1),
Bedřich Tesař (24/3)
František Veselý (26/4),
Miloslav Ziegler (26/10) –
trenér František Havránek

### Sklo Union Teplice
Václav Kameník (7/0/2),
Jiří Sedláček (21/0/6) –
Přemysl Bičovský (15/2),
Jaroslav Dočkal (10/3),
Ján Gomola (3/0),
Jiří Hoffmann (21/2),
Milan Holomoj (13/0),
Karel Chlad (1/0),
František Jílek (22/2),
Julius Kantor (24/7),
Karel Koleš (1/0),
Alfréd Malina (12/0),
Jaroslav Melichar (2/0),
Milan Mercl (1/0),
Josef Myslivec (26/0),
Jiří Novák (24/1),
Ján Rohacsek (2/0),
Jiří Setínský (12/0),
Rudolf Smetana (22/1),
Emil Stibor (18/0),
Pavel Stratil (22/2),
František Vítů (13/3),
Jaroslav Vojta (13/1),
Karel Ženíšek (1/0) –
trenér Antonín Rýgr

### Lokomotíva Košice
Anton Flešár (10/0/1),
Július Holeš (18/0/7) –
Štefan Čaban (1/0),
Štefan Daňo (6/0),
Štefan Gyurek (15/3),
Jozef Hajdina (2/0),
František Hájek (26/3),
Vladimír Hric (1/0),
Eduard Hudák (1/0)
Ondrej Ištók (24/1),
Mikuláš Kassai (18/0),
Ondrej Knap (25/0),
Anton Kozman (10/0),
Ján Luža (15/1),
Jozef Móder (25/2),
Pavol Ondo (13/1),
Vladimír Šalaga (1/0),
Štefan Šándor (3/0),
Ján Šlosiarik (26/0),
František Šnýr (26/7),
Ladislav Turanský (15/3),
Milan Urban (24/1) –
trenéři Štefan Čambal (1.–13. kolo) a Milan Moravec (14.–26. kolo)

### Baník Ostrava
Vladimír Mokrohajský (2/0/0),
František Schmucker (26/0/10) –
Alfréd Barsch (10/3),
Valerián Bartalský (25/7),
Prokop Daněk (11/0),
Jozef Haspra (18/3),
Karel Herot (10/0),
Juraj Janoščin (12/0),
Karel Jünger (23/1),
Jan Kniezek (11/0),
Josef Kolečko (6/1),
Jiří Kománek (11/0),
Petr Křižák (5/1),
Miroslav Mička (20/2),
Ladislav Michalík (15/1),
Anton Ondák (14/3),
Bohumil Píšek (12/0),
František Piwowarski (7/0),
Rudolf Poisel (3/0),
Jaroslav Poštulka (3/0),
Milan Poštulka (12/5),
Otmar Sládeček (14/0),
Jiří Večerek (26/0),
Karel Weiss (9/0) –
trenér Oldřich Šubrt

### Jednota Žilina
František Plach (17/0/1),
František Smak (11/0/2) –
Jozef Blahut (1/0),
Milan Ďubek (8/0),
Jozef Gargulák (11/1),
Jozef Hrablík (6/0),
Dušan Chlapík (22/2),
Ján Kirth (19/0),
Marián Kozinka (12/0),
Miroslav Kráľ (23/4),
Zdeno Kúdelka (1/0),
Štefan Kuchár (23/4),
Pavol Majerčík (9/3),
Ladislav Nagy (1/0),
Štefan Pažický (19/3),
Rudolf Podolák (17/2),
Anton Srbecký (17/0),
Milan Staškovan (26/1),
Ján Sudora (3/0),
Jozef Štolfa (23/0),
Tibor Takács (15/4),
Jozef Zigo (26/5) –
trenér Vojtech Schottert

### Škoda Plzeň
František Čaloun (22/0/7),
Jiří Hop (8/0/0) –
Jozef Bakič (14/0),
Zdeněk Böhm (3/0),
Miloš Herbst (25/8),
Ján Jozefovič (6/1),
Václav Kamír (22/2),
Jiří Matyáš (2/0),
Zdeněk Michálek (21/4),
Bohumil Mudra (15/0),
Jaromír Mysliveček (17/0),
František Plass (26/2),
Jaromír Pokorný (17/2),
Robert Segmüller (12/3),
Karel Spáčil (2/0),
Karel Steiningel (8/0),
František Sudík (15/2),
Karel Süss (21/1),
Jaromír Svidenský (4/0),
Miroslav Štrunc (26/0),
Miloš Vacín (24/0) –
trenér Vlastimil Chobot

### Bohemians Praha
Jaroslav Růžek (5/0/0),
Jaromír Ředina (23/0/2) –
Zdeněk Bohatý (9/1),
Jaroslav Findejs (20/2),
Antonín Holeček (8/0),
Václav Horák (20/0),
Štefan Ivančík (26/8),
Jozef Jarabinský (24/7),
Josef Kolman (25/1),
Josef Kovařík (12/0),
Milan Kratochvíl (9/1),
František Mottl (1/0),
Květoslav Novák (21/0),
Petr Packert (22/1),
Antonín Panenka (3/0),
Miroslav Pohuněk (5/0),
Albert Rusnák (13/0),
František Růžička (16/1),
Pavel Savko (12/2),
Miroslav Valent (19/0) –
trenér Jiří Rubáš